# Todd Ford
Todd Ford (* 1. Mai 1984 in Calgary, Alberta) ist ein ehemaliger kanadischer Eishockeytorwart, der in Deutschland bei den Heilbronner Falken in der 2. Eishockey-Bundesliga aktiv war. In Nordamerika spielte er ausschließlich in den Minor Leagues.

## Karriere
Todd Ford begann seine Karriere als Eishockeyspieler in der kanadischen Juniorenliga Western Hockey League, in der er von 2000 bis 2004 für die Swift Current Broncos, Prince George Cougars und Vancouver Giants aktiv war. In diesem Zeitraum wurde er im NHL Entry Draft 2002 in der dritten Runde als insgesamt 74. Spieler von den Toronto Maple Leafs ausgewählt, für die er allerdings nie spielte. Stattdessen lief der Torwart von 2004 bis 2006 für die Pensacola Ice Pilots in der ECHL sowie in den folgenden beiden Jahren für deren Ligarivalen Columbia Inferno. Parallel spielte er gelegentlich für die Toronto Marlies in der American Hockey League. Nachdem er die Saison 2008/09 bei den Victoria Salmon Kings in der ECHL verbracht hatte, spielte er von 2009 bis 2011 für deren Ligarivalen South Carolina Stingrays. Während seiner Zeit bei den Stingrays kam er parallel für die AHL-Teams Texas Stars, Portland Pirates und Hershey Bears zum Einsatz und wurde in der Saison 2009/10 als ECHL Goaltender of the Year ausgezeichnet und in das ECHL First All-Star Team berufen.  
Zur Saison 2011/12 wurde Ford von den Heilbronner Falken aus der 2. Eishockey-Bundesliga verpflichtet. Im Januar 2012 kehrte er aus persönlichen Gründen nach Kanada zurück und löste seinen Vertrag auf.
Zwischen 2013 und 2015 war er auf Amateurebene für die Okotoks Drillers aktiv. 

## Erfolge und Auszeichnungen
| - 2002 CHL Top Prospects Game - 2005 Teilnahme am ECHL All-Star Game - 2008 ECHL-Torwart des Monats Dezember | - 2010 Teilnahme am ECHL All-Star Game - 2010 ECHL Goaltender of the Year - 2010 ECHL First All-Star Team |